# Parti libéral radical authentique

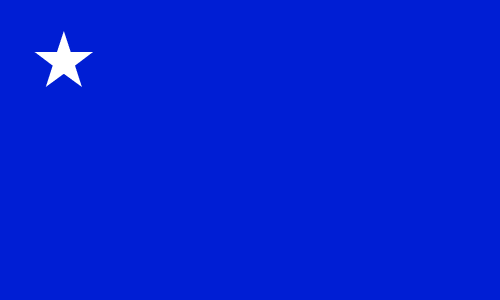
Le drapeau du Parti libéral radical authentique

Le Parti libéral radical authentique (en espagnol Partido Liberal Radical Auténtico) aussi connu aussi sous le nom de Partido Azul (Parti bleu) est un parti politique paraguayen créé en 1887. Il est l'un des deux partis principaux et historiques du pays avec le Parti colorado. Il est membre de l'Internationale libérale. Le parti fut présidé par Julio César Franco (en), qui fut vice-président du Paraguay de 2000 à 2002, et qui est le frère de l'ancien président Federico Franco.

## Histoire
Une lutte oppose le PL au Parti colorado (ANR) depuis les années 1930. Le PLRA s'appelait alors Parti libéral. À la fin des années 1930, le PL qui dominait la vie politique paraguayenne depuis 1904 commence à perdre son pouvoir au profit de l'ANR. Les dictatures militaires successives renforcent l'ANR et le parti libéral s'éteint sous la dictature d'Alfredo Stroessner.
Lors des élections législatives du 27 avril 2003, le parti obtient 25,7 % des voix et 21 des 80 sièges à la chambre des députés. Aux élections sénatoriales, le parti obtient 24,3 % et 12 sièges sur les 45 du Sénat. Le même jour avait lieu une élection présidentielle et le candidat Julio César Franco du PLRA reçoit 24,0 % des voix.
Le Parti libéral prend part en 2008 à la coalition électorale portant à la présidence l’ancien évêque Fernando Lugo, mettant ainsi fin à soixante ans de domination sans partage du Parti Colorado. Bien qu'ayant intégré le gouvernement de Lugo, le PLRA se rapproche du Parti Colorado, situé dans l’opposition, notamment pour empêcher l'adoption de lois relatives à la réforme fiscale ou à la reforme agraire. Il quitte le gouvernement en 2012 et vote la destitution du président, l'accusant d’avoir attisé la violence paysanne contre les grands propriétaires terriens. Le vice-président Federico Franco, membre du PLRA, devient président par intérim, permettant au parti d'exercer pour la première fois le pouvoir.

## Idéologie
Le PLRA milite pour une modernisation des institutions et la fin du clientélisme, la quasi-totalité des fonctionnaires étant recrutés en raison de leur appartenance au Parti Colorado. Il défend la libéralisation de l'économie et s'oppose à la réforme agraire au nom de la défense de la propriété privée, malgré l’extrême concentration de la propriété des terres agricoles au Paraguay. Le principal quotidien du pays, ABC Color, lui est lié.

## Soupçons de corruption
Le parti aurait détourné l'équivalent de millions de dollars d'argent public pour subvenir à sa campagne électorale en 2013.